# 吕通 (西汉)
吕通（？—前180年），汉朝诸侯王，西汉第四代燕王。祖父吕泽是吕后的长兄。前187年，其父吕台被吕后封为吕王，违背了汉高帝的非刘氏不王的原则。当年薨逝，吕通的哥哥吕嘉嗣位吕王。前180年，燕王刘建死后，吕后以他为燕王。当年，吕后去世，九月，元老列侯陳平、周勃等消滅諸呂，汉文帝即位，吕通被杀。